# Stylidium limbatum
Stylidium limbatum är en tvåhjärtbladig växtart som beskrevs av Ferdinand von Mueller. Stylidium limbatum ingår i släktet Stylidium och familjen Stylidiaceae. Inga underarter finns listade i Catalogue of Life.

## Bildgalleri

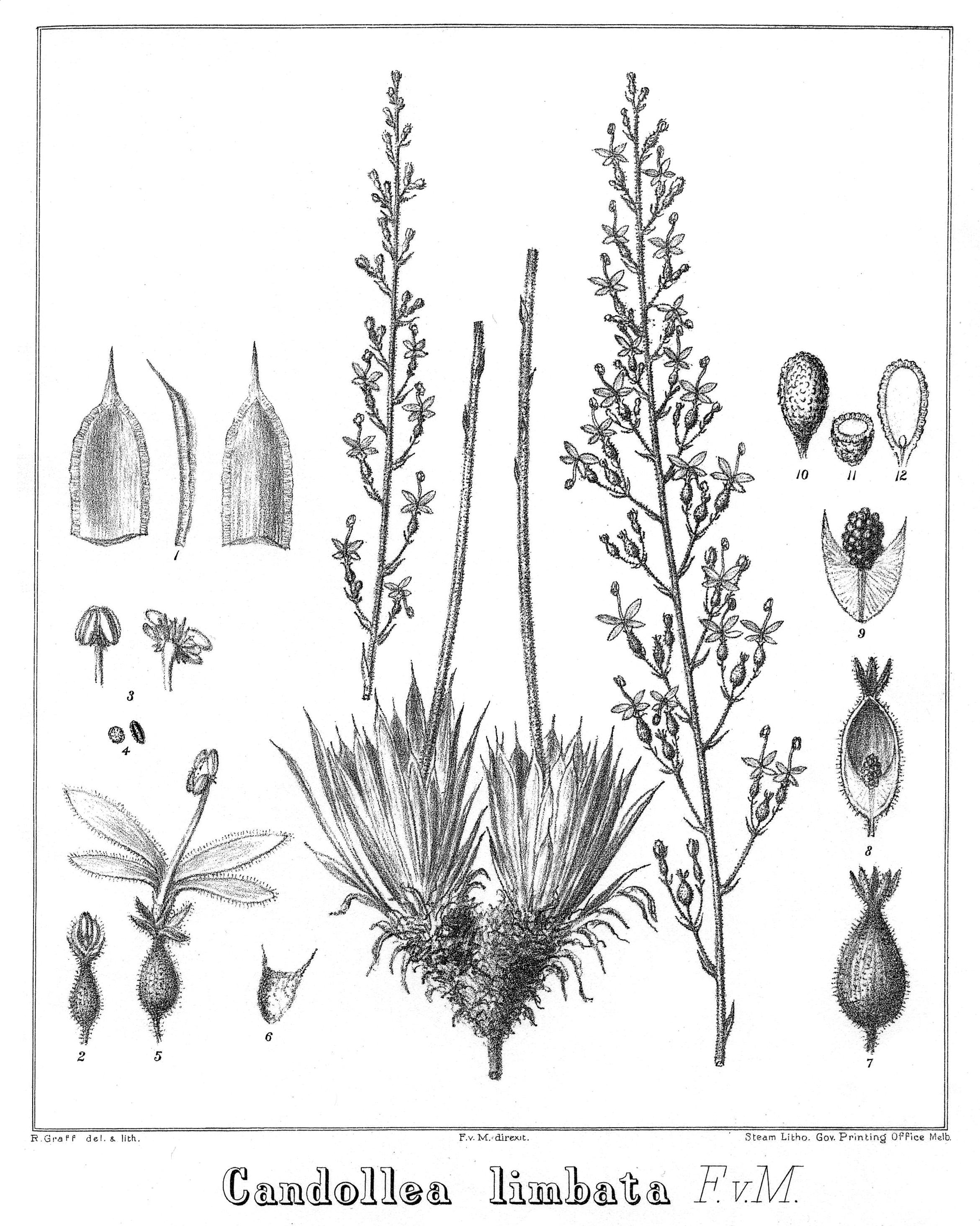